# 柏山明助
柏山 明助（かしやま あきすけ）は、安土桃山時代から江戸時代前期にかけての武将。南部氏の家臣。

## 略歴
天正6年（1578年）、葛西氏の家臣・柏山明吉の次男・柏山明宗の子として誕生。
天正18年（1590年）に葛西氏が滅亡すると南部氏に仕えた。慶長5年（1600年）の岩崎一揆で和賀忠親の反乱鎮圧で貢献し、1000石の知行と花巻岩崎城代の地位を与えられ、北信愛らと並ぶ譜代老臣として重用されている。
寛永元年（1624年）、死去。享年47。その後、柏山氏は相次いで男児が早世したため、断絶した。

## 人物
- 奥羽永慶軍記の「奥羽両国名有る陪臣」の項に、南部信直の家臣である明助（伊勢守）の名が挙げられている。ただしこのように実力がありすぎたためか、明助の死に関しては主君・南部利直がその実力を恐れての毒殺でもあるという説も伝えられている。
- 伊達政宗も明助の実力を評価し、調略して味方に加えようとしたという。それに失敗すると暗殺を計画したと伝えられている。ただし、暗殺の刺客が明助の人格に惚れ込んで計画を打ち明けたために失敗したという。
- 父の明宗は領地に善政を布いたため、その子である明助も領民に深く慕われていた。柏山家没落後、伊達政宗は領民に報奨を与え、明助を謀殺するよう命じたが、領民たちは与えられた金銭をすべて明助へ献上しただけでなく、密かに護衛までつけて南部領へ送り届けた。北信愛はこれに感じ入り、明助を客人として厚遇した。また、結果として領民たちに裏切られる形となった伊達政宗も、あえて彼らを咎めなかったという。
- 岩崎一揆鎮圧の際には家臣の折居嘉兵衛や旧交のある農民を細作として放ち、一揆勢の情報を収集させる等、諜報術にも長けていた。
- 明助の母親は和賀氏の出身で、和賀義興（義治）または和賀義忠の娘とされている。事実であるなら明助と岩崎一揆の首謀者・和賀忠親は近い親戚であり、岩崎一揆は親戚同士が相争う皮肉な戦いだった事になる。